# June Foulds
June Florence Foulds-Paul (poročena Carroll in Reynolds), angleška atletinja, * 13. junij 1934, Shepherd's Bush, Anglija, Združeno kraljestvo.
Nastopila je na olimpijskih igrah v letih 1952 in 1956, osvojila je srebrno in bronasto medaljo v štafeti 4x100 m ter peto mesto v teku na 200 m. Na evropskih prvenstvih je osvojila naslov prvakinje v štafeti 4x100 m in bronasto medaljo v teku na 100 m leta 1950, na igrah skupnosti narodov pa zlato medaljo v štafeti 4x110 jardov leta 1958.